# Ambonville
Ambonville település Franciaországban, Haute-Marne megyében. Lakosainak száma 85 fő (2022. január 1.). Ambonville Guindrecourt-sur-Blaise, Leschères-sur-le-Blaiseron, Marbéville, Mirbel, Bouzancourt és Cerisières községekkel határos.

## Népesség
A település népességének változása:
| Lakosok száma | 130  | 91   | 81   | 72   | 76   | 76   | 82   | 87   | 88   | 85   |
|               | 1968 | 1982 | 1990 | 2006 | 2013 | 2015 | 2017 | 2019 | 2020 | 2022 |